# Kobordismus
In der Mathematik ist der Begriff des Kobordismus (auch: Bordismus) vor allem in der Topologie und ihren Anwendungen sowie in der topologischen Quantenfeldtheorie von Bedeutung. Er gilt als die bis heute „berechenbarste“ Relation unter Mannigfaltigkeiten, die geometrisch interessant ist.

ist ein Kobordismus zwischen und.

 Als Schöpfer der Kobordismentheorie gilt René Thom (1954), wobei einige entscheidende Ideen schon von Lew Pontrjagin (1950 und davor) vorweggenommen wurden.

## Definition
Ein Kobordismus zwischen zwei Mannigfaltigkeiten {\displaystyle M} und {\displaystyle N} ist eine Mannigfaltigkeit {\displaystyle W} für deren Rand {\displaystyle \partial W} gilt

Der Kreis ist orientiert kobordant zur Vereinigung zweier Kreise.

{\displaystyle \partial W=M\cup N}.
{\displaystyle M} und {\displaystyle N} werden dann als unorientiert kobordant bezeichnet.
Häufiger wird allerdings der orientierte Kobordismus verwendet. Zwei orientierte Mannigfaltigkeiten {\displaystyle M} und {\displaystyle N} heißen orientiert kobordant, wenn es eine orientierte Mannigfaltigkeit {\displaystyle W}
mit
{\displaystyle \partial W=M\cup {\overline {N}}}
gibt, wobei die Orientierung auf {\displaystyle \partial W} die von der Orientierung von {\displaystyle W} induzierte Orientierung auf dem Rand und {\displaystyle {\overline {N}}} die Mannigfaltigkeit {\displaystyle N} mit der entgegengesetzten Orientierung bezeichnet.

## Berechenbarkeit
Nach einem Satz von Thom sind zwei Mannigfaltigkeiten genau dann orientiert kobordant, wenn alle ihre Pontrjagin-Zahlen und Stiefel-Whitney-Zahlen übereinstimmen.

## Anwendungen
Kobordismus (orientiert oder unorientiert) definiert eine Äquivalenzrelation; die Äquivalenzklassen lassen sich mit der disjunkten Vereinigung als Gruppe auffassen.
René Thoms Berechnung (des torsionsfreien Teils) der (orientierten) Kobordismusgruppe hat zahlreiche Anwendungen in der algebraischen Topologie und darüber hinaus. Aus ihr folgte unmittelbar der Hirzebruchsche Signatursatz und auf ihr baute auch der ursprüngliche Beweis des Atiyah-Singer-Indexsatzes auf.
Innerhalb der Topologie war der Begriff für die Entwicklung der Chirurgietheorie grundlegend. Weiterhin sind die orientierten Kobordismusgruppen ein Beispiel einer verallgemeinerten Kohomologietheorie.
Auch die topologische Quantenfeldtheorie baut auf dem Begriff des Kobordismus auf, siehe Kobordismus-Vermutung.

## Begriffsvarianten
Verschiedene Varianten des Kobordismus-Begriffs sind von Bedeutung, insbesondere gerahmter Kobordismus (Pontrjagin-Thom-Konstruktion) und h-Kobordismus. Allgemein können Bordismen auch für beliebige tangentiale Strukturen betrachtet werden, sodass diese miteinander kompatibel sind. Dazu gehören vor allem Spin-, String-, Fivebrane- und Ninebrane-Bordismen.